# Escudo de Kuwait
El escudo de armas de Kuwait, más bien un emblema que un escudo heráldico, fue adoptado oficialmente en 1962.
Consiste en un escudo ojival con los colores de la bandera nacional colocado sobre el pecho de un halcón estilizado de oro con las alas extendidas. Dentro del círculo que forman las alas del halcón, un dhow, o barco de vela local, navegando sobre un mar de ondas de azur y plata y resaltando sobre un cielo de azur nublado de plata. En la parte de arriba, una cinta de plata con el nombre oficial del Estado escrito en árabe "دولة الكويت" (Dawlat al-Kuwait, Estado de Kuwait).
El dhow es un símbolo de la tradición marítima del país y también se encuentra en el escudo de Catar y, anteriormente, al de los Emiratos Árabes Unidos. El halcón es el emblema de los Quraysh, tribu a la cual pertenecía el profeta Mahoma, y también se encuentra en varios escudos del mundo árabe como el de Siria o de Libia.

## Escudos históricos
En 1921 el escudo kuwaití era sencillo: solo eran un par de banderas cruzadas. Para 1940 se le añadió un blasón parecido al del escudo jordano y un halcón sobre unas ramas posiblemente de laurel. Luego en 1956 se hicieron cambios: el blasón jordano se removió, el halcón fue puesto en actitud de vuelo sobre un casco tradicional y se le añadió al escudo un sinople clásico de escudo semi-ojival cuyo interior contiene elementos parecidos al del escudo moderno. Ya en 1962 este escudo se reemplazó por el actual escudo. 

Escudo de armas de Kuwait (1921-1940)
Escudo de armas de Kuwait (1940-1956)
Escudo de armas de Kuwait (1956-1962)